# The Fragile Art of Existence
The Fragile Art of Existence ist das einzige Album der Metal-Band Control Denied.

## Entstehungsgeschichte
Nach dem offiziell letzten Death-Album The Sound of Perseverance wandte sich Chuck Schuldiner – gelangweilt vom Gesangsstil im Death Metal – seiner neuen Band Control Denied zu und veröffentlichte mit The Fragile Art of Existence das erste und einzige Album dieser Band. Mit Shannon Hamm an der Gitarre und Richard Christy am Schlagzeug fand Schuldiner Unterstützung aus der letzten Besetzung von Death. Nach dem von Schuldiner noch selbst eingesungenen Demo A Moment of Clarity fand er mit Tim Aymar einen Sänger, der das Album einsang und fester Bestandteil der Band wurde.

## Bedeutung
Das Album wurde von der weltweiten Presse durchgehend positiv rezensiert und wohlwollend aufgenommen. Es gilt unter Fans und Kritikern als hochwertiger Beitrag des Power-Metal-Genres. Als letztem musikalischen Output von Chuck Schuldiner kommt dem Werk besondere Bedeutung zu.

## Titelliste
1. Consumed – 7:23
2. Breaking the Broken – 5:40
3. Expect the Unexpected – 7:16
4. What If...? – 4:29
5. When the Link Becomes Missing – 5:16
6. Believe – 6:09
7. Cut Down – 4:50
8. The Fragile Art of Existence – 9:36